# Fritz Kögl
Fritz Kögl (* 19. September 1897 in München; † 6. Juni 1959 in Utrecht) war ein deutscher Chemiker und Universitätsprofessor.

## Leben
Kögl studierte Chemie an der TH München unter anderem bei Heinrich Otto Wieland, bei dem er ab 1920 wissenschaftlicher Assistent war und 1921 mit der Arbeit Weitere Untersuchungen über Derivate des vierwertigen Stickstoffs  zum Dr.-Ing. promoviert wurde. Von 1921 bis 1926 arbeitete er bei Hans Fischer an der TH München. Ab 1925 war er Privatdozent für Organische Chemie an der TH München, ab 1926 an der Universität Göttingen. 1931 wurde er Ordinarius für Organische Chemie und Biochemie an der Universität Utrecht. Im Jahr 1934 wurde er zum Mitglied der Leopoldina gewählt. Seit 1936 war er korrespondierendes Mitglied der Göttinger Akademie der Wissenschaften, seit 1938 der Königlich Niederländischen Akademie der Wissenschaften (KNAW) und seit 1949 der Heidelberger Akademie der Wissenschaften. Während des Zweiten Weltkriegs unterstützte er den niederländischen Widerstand und konnte deshalb seine Karriere in Utrecht fortsetzen.
Kögl entdeckte dort zusammen mit Hanni Erxleben und Arie Jan Haagen-Smit das pflanzliche Wachstumshormon Auxin (von ihnen Heteroauxin genannt und mit der unabhängig von Kenneth V. Thimann entdeckten Indol-3-essigsäure identisch), interpretierte dieses durch eine Verkettung unglücklicher Umstände jedoch falsch. Nach anderer Interpretation war schon hier Fälschung von Seiten Erxlebens im Spiel - Proben der fraglichen Stoffe Auxin a und Auxin b (die in anderen Laboren nicht gefunden werden konnten), die nach dem Tod von Kögl untersucht wurden (Kögl selbst regte an, sein Nachfolger J. F. G. Vliegenthart solle sie erneut untersuchen), enthielten die von ihm publizierten Stoffe nicht, sondern unter anderem Cholsäure. Das eigentliche Auxin hatten Kögl und Erxleben aber auch entdeckt (und Heteroauxin genannt). Zusammen mit seinem Doktoranden Benno Tönnis stellte Kögl auch erstmals Biotin in Reinform dar. Die Alleinschuld von Erxleben an den Fälschungen (und ob es sich bei den Auxin-Funden überhaupt um solche handelte) wurde von einigen Autoren in Zweifel gezogen und der Art, wie Kögl sein Labor in den Niederlanden leitete, eine erhebliche Mitschuld zugestanden. Er hatte einen autoritären Führungsstil und beteiligte sich nicht an der eigentlichen Laborarbeit, die er von Studenten und Assistenten ausführen ließ. Die Auxin-Forschungen führten zu einer langen Reihe von Veröffentlichungen von Kögl in der Zeitschrift für Physiologische Chemie, bei der Kögl Mitherausgeber war.
1939 publizierte Kögl zusammen mit seiner Mitarbeiterin Hanni Erxleben eine aufsehenerregende Arbeit über stereochemische Veränderungen von Proteinen in Tumorgeweben. Bei Untersuchungen an tierischen und menschlichen Tumorgeweben war ihnen ein erhöhter Anteil an D-Aminosäuren in ihren Proben aufgefallen. Besonders die Menge an D-Glutaminsäure war deutlich erhöht. Da Proteine während der Proteinbiosynthese durch L-Aminosäuren aufgebaut werden, wäre diese Entdeckung sowohl für die Diagnose als auch für die Behandlung von Krebs von großer Bedeutung gewesen. Einige Forschergruppen in den USA und in England versuchten bereits 1940 die von Kögl veröffentlichten Experimente zu reproduzieren. Die Ergebnisse ließen sich aber durch die Untersuchungen dieser anderen Wissenschaftler nicht bestätigen. Auch in Deutschland konnten die Resultate durch die Wiederholung der Experimente 1944 nicht verifiziert werden. Anfang der 1950er Jahre wurde klar, dass die Untersuchungen durch die Mitarbeiterin Kögls (Erxleben) beeinflusst worden waren. Sie hatte D-Glutaminsäure bei der IG Farben gekauft und dann in die Versuchsansätze gemischt. Trotz der offensichtlich manipulierten Ergebnisse zog Kögl die Arbeit nicht zurück. Dies isolierte ihn von seinen Fachkollegen und stellte seine wissenschaftliche Integrität zunehmend in Frage. Kögl litt wegen des Skandals jahrelang unter Depressionen. Nach seinem Tod erschien kein Nachruf in den Chemischen Berichten.
Kögl war geschieden und hatte zwei Töchter.
Er war Ritter vom Orden des Niederländischen Löwen, erhielt 1933 die Emil-Fischer-Medaille, 1936 die schwedische Scheele-Medaille und wurde mehrmals für den Nobelpreis für Chemie vorgeschlagen.